# マリー・シェルツェル
マリー・シェルツェル（Marie Schölzel、1997年8月1日 - ）は、ドイツの女子バレーボール選手である。ドイツ代表。

## 来歴
ベルリン出身。小学3年時から地元クラブのSG Rotation Prenzlauer Berg（ドイツ語版）でバレーボールを始めた。クラブ在籍中の2011年にはU-16カテゴリーの国内選手権で優勝。2014年にはU-18及びU-20カテゴリー選手権でも優勝を果たした。バレーボールの有望若手選手が集まるVCオリンピア・ベルリン（ドイツ語版）へ移籍した2年目の2013/14シーズンには2部北リーグで優勝した。
シェルツェルは2015/16シーズンに向け、ドイツの名門チームであるシュヴェリーンSCと契約してプロ選手となった。初シーズンではアンニャ・ブラント、Veronika Hrončekováに次ぐ3番目のミドルブロッカーとして活躍した。また国際大会であるCEVカップではスタートメンバーに名を連ねた。2017年のドイツ選手権で優勝を果たしたシェルツェルは、シュヴェリーンSCと異例とも言うべき2020年までの長期契約を締結した。
2015年にルチアーノ・ペドゥーラ監督に招集され、ナショナルチーム入りを果たした。2017年6月にスイスのモントルーで開催されたモントルーバレーマスターズでは、ドイツの準優勝に大きく貢献し自らもベストミドルブロッカーに耀いた。

## 所属クラブ
- SG Rotation Prenzlauer Berg（2006-2012年）
- VCオリンピア・ベルリン（2012-2015年）
- シュヴェリーンSC（2015-2018年）
- USC Münster（2018-2019年）
- シュヴェリーンSC（2019-2021年）
- バレー・ベルガモ（2021-2022年）
- アリアンツ MTV シュトゥットガルト（2022-2023年）
- MOYA Radomka Radom（2023-2024年）
- ローマ・バレークラブ（2024年-）

## 受賞歴
- 2017年 - モントルーバレーマスターズ ベストミドルブロッカー